# Kristiania norske Theater
Kristiania norske Theater var en historisk teater i Oslo i Norge, aktiv mellan 1852 och 1862. Den var först en dramaskola under namnet Den norske dramatiske skoles Theater innan den 1854 blev en fast teater. Det var den första permanenta norskspråkiga offentliga teatern i Oslo. Henrik Ibsen fungerade som dess direktör 1857-1862. 